# Ivana Fuso
Ivana Fuso (* 12. März 2001) ist eine deutsch-brasilianische Fußballspielerin.

## Karriere

### Vereine
Fuso wechselte im Sommer 2016 gemeinsam mit ihrer Teamkollegin Greta Stegemann von der SV Böblingen in die Jugendabteilung des SC Freiburg. Bei den Freiburgerinnen gehörte sie zunächst zum Kader der U-17-Juniorinnen an und trat mit diesen in der B-Juniorinnen-Bundesliga Süd an. Ab der Saison 2017/18 folgten die ersten Einsätze für die zweite Mannschaft Freiburgs, für die sie am 24. September 2017 (3. Spieltag) beim 0:0 gegen den VfL Sindelfingen in der 2. Bundesliga Süd debütierte und bei ihrem zweiten Einsatz am 5. November 2017 (6. Spieltag) beim 1:1 gegen den 1. FC Köln II das erste Tor erzielte. Am 31. März 2018 (16. Spieltag) gehörte sie beim 3:0-Auswärtssieg gegen Werder Bremen erstmals zum Kader der ersten Mannschaft und kam in der 71. Minute mit ihrer Einwechslung für Klara Bühl im Alter von 17 Jahren zu ihrem Debüt in der Bundesliga. 2019 löste sie nach nur 3 Einsätzen in der Bundesliga vorzeitig ihren Vertrag auf und wechselte in die Schweiz zum Vizemeister der Women’s Super League, dem FC Basel. Dort erzielte sie in 15 Spielen sieben Tore, bevor die Meisterschaft wegen der COVID-19-Pandemie abgebrochen wurde. Zur Saison 2020/21 wechselte sie zu Manchester United WFC in die WSL. In zwei Jahren hatte sie dort 12 Ligaeinsätze, keinen davon in der Startelf. Zur Saison 2022/23  wurde Fuso für ein Jahr an Bayer 04 Leverkusen ausgeliehen, um ihr Spielpraxis zu ermöglichen. Sie debütierte am 18. September 2022 (1. Spieltag) beim 1:0-Sieg im Auswärtsspiel gegen den MSV Duisburg; ihr erstes Bundesligator erzielte sie am 4. Dezember 2022 (9. Spieltag) beim 3:0-Sieg im Heimspiel gegen den 1. FFC Turbine Potsdam mit dem Treffer zum Endstand in der 82. Minute. Nach der Leihe kehrte sie zu Manchester United zurück und wechselte Mitte September 2023 ligaintern zum Birmingham City LFC.

### Nationalmannschaft
Die Offensivspielerin feierte am 28. Oktober 2014 beim 13:0-Sieg der U15-Nationalmannschaft gegen Schottland als 13-Jährige ihr Debüt im Nationaltrikot. Der erste Treffer gelang ihr am 4. Juni 2015 beim 7:0-Sieg der U15-Nationalmannschaft gegen Tschechien mit dem zwischenzeitlichen 4:0. Nachdem sie 2017 mit der U16-Nationalmannschaft unter anderem den Nordic Cup bestritten hatte, qualifizierte sie sich mit der U17-Nationalmannschaft für die Europameisterschaft in Litauen.
Seit 2021 gehört sie der A-Nationalmannschaft Brasiliens an, für die sie am 28. Januar 2021 für das Turnier um den SheBelieves Cup das erste Mal in den Kader berufen wurde. Am 19. Februar 2021 bestritt sie ihr erstes A-Länderspiel, als sie beim Stand von 3:1 gegen die Nationalmannschaft Argentiniens eingewechselt wurde.